# Clara Collet
 (septembre 2017).
Si vous disposez d'ouvrages ou d'articles de référence ou si vous connaissez des sites web de qualité traitant du thème abordé ici, merci de compléter l'article en donnant les références utiles à sa vérifiabilité et en les liant à la section « Notes et références ».
Pour les articles homonymes, voir Collet.
Clara Collet, née le 10 septembre 1860 et morte le 3 août 1948,, est une réformatrice sociale, 	
économiste, sociologue, statisticienne et écrivaine britannique. 

## Biographie
Elle est la fille du réformateur radical Collet Dobson Collet (en) et la sœur de l'administrateur colonial Wilfred Collet (en). Elle a joué un rôle déterminant dans la mise en œuvre de nombreuses réformes ayant grandement amélioré les conditions de travail et de rémunération des femmes (et aussi parfois des hommes) au début du XXe siècle[évasif]. On lui doit l'établissement de statistiques et la collecte de données descriptives sur la vie des ouvrières et des pauvres, à Londres et dans d'autres villes d'Angleterre.
Son père l'envoie à la North London Collegiate School, l'une des écoles de filles les plus libres[En quoi ?] de cette époque, située à proximité de son quartier natal[précision nécessaire]. Après sa scolarité, elle travaille comme professeur à la Wyggeston Girl's Sschool de Leicester, qui deviendra plus tard le Regent College. Cependant, elle ne trouve pas ce travail suffisamment épanouissant[réf. nécessaire] et rentre à Londres au bout de sept ans pour s'inscrire à un master à l'University College.
Munie de ce diplôme, elle aide Charles Booth dans son enquête sur les conditions de travail à Londres à la fin du XIXe siècle. Dans ce but, elle s'installe à l'automne 1888 dans l'East End où elle rédige le chapitre consacré au travail féminin de l'ouvrage de Booth, Life and Labour of the People of London. Dans le cadre de cette enquête, Clara Collet recueille le témoignage de prostituées et donne une description de leur condition et des motifs les ayant conduit à la prostitution[citation nécessaire]. C'est à cette époque que Jack l'Éventreur assassine au moins cinq prostituées.
Sa famille fait la connaissance de Karl Marx et Clara se lie d'amitié avec sa fille Eleanor Marx,.
[réf. nécessaire]Clara Collet est l'amie de l'écrivain George Gissing au cours des dix dernières années de la vie de ce dernier. À sa mort, elle se propose comme  tutrice de ses deux fils, quand il devient clair que la seconde épouse de l'écrivain, Edith, aura du mal à faire face financièrement. Elle pourrait avoir été amoureuse de Gissing, mais cet amour ne semble pas avoir été réciproque. À ce moment, elle est aussi engagée dans une longue querelle avec H. G. Wells sur la préface du dernier roman posthume de Gissing, Veranilda.
Elle accomplit un service Civil et travaille à la Commission du Commerce sur de nombreuses réformes, notamment l'introduction de la pension de retraite et les labour exchanges (bureaux de l'emploi). Au cours de ces années, elle collabore avec des personnalités politiques telles que David Lloyd George, Ramsay MacDonald, William Beveridge et Winston Churchill,.